# Lånekort

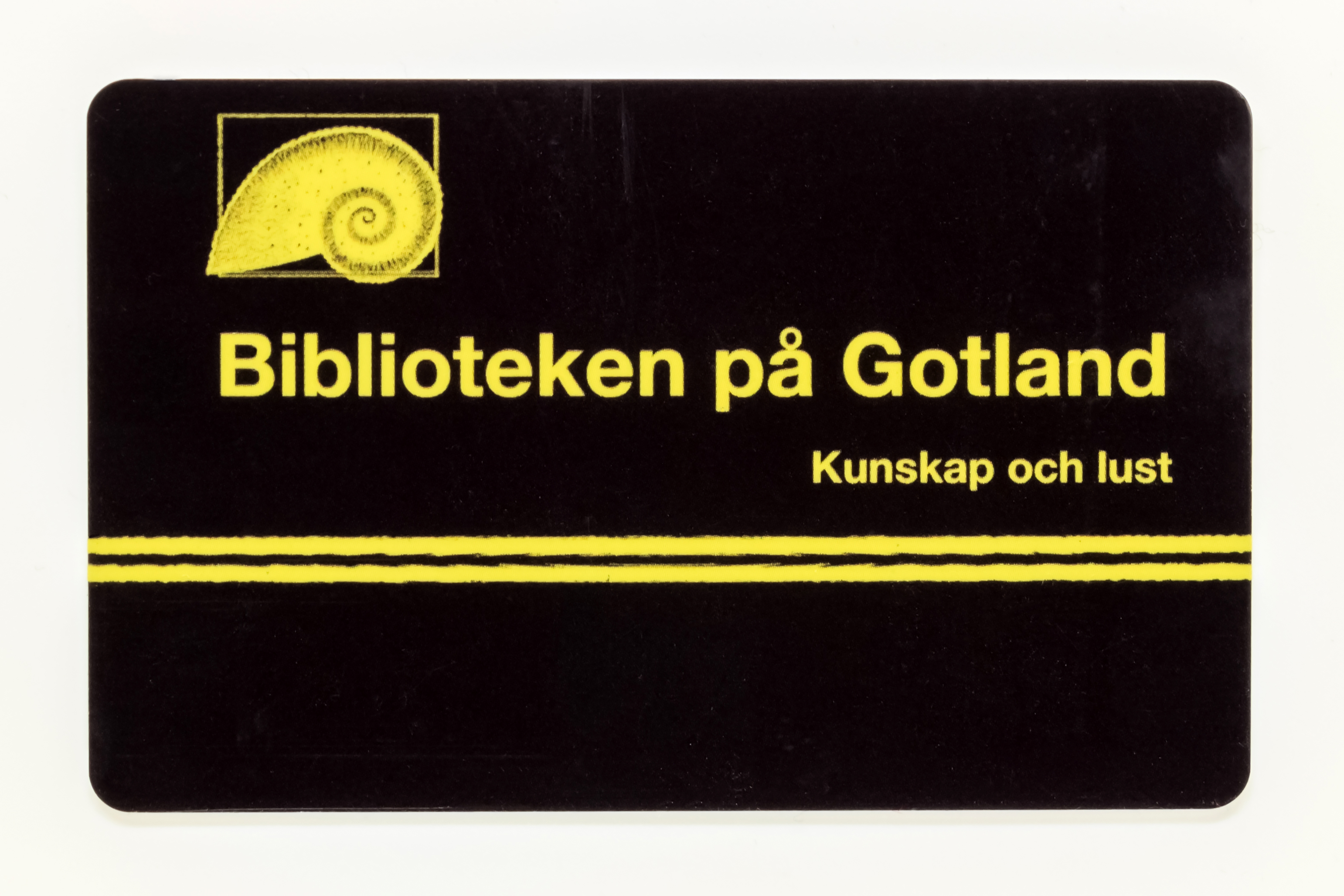
Lånekort från biblioteken på Gotland.

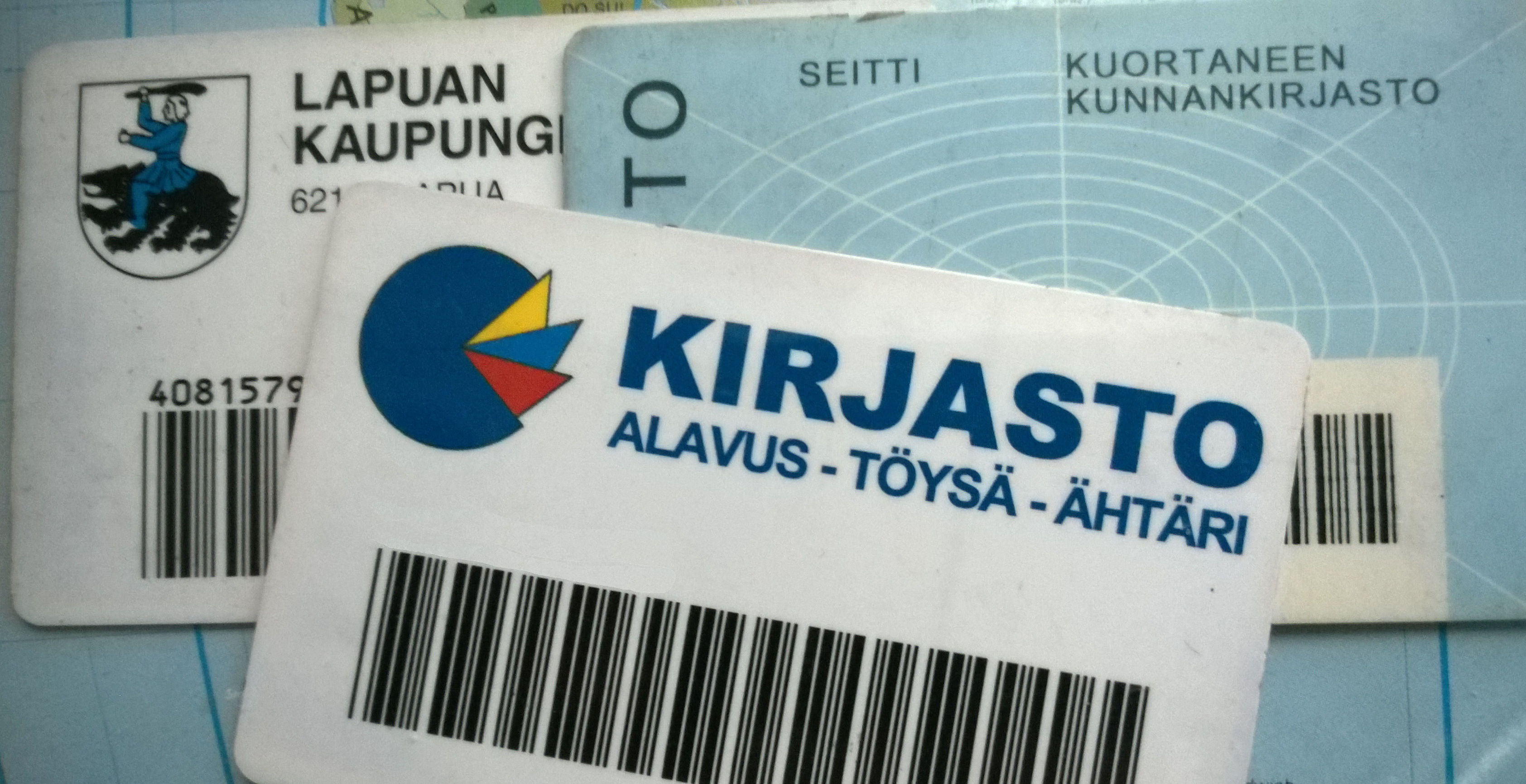
Lånekort i Finland.

Lånekort eller bibliotekskort är ett personligt kort som används för att använda vissa tjänster vid ett bibliotek. Lånekortet ger möjlighet att låna och reservera materiel samt göra omlån, exempelvis låna hem böcker. Lånekort var förr tillverkade av papp, men är numera vanligen utförda av plast i kreditkortsformat.
I Sverige är lånekort till allmänna bibliotek gratis. Däremot kan det kosta att skaffa ett nytt kort om man tappat bort sitt lånekort. Lånekort hämtas vanligen ut på bibliotek mot uppvisande av legitimation, alternativt vårdnadshavarens underskrift för barn utan legitimation. Biblioteken brukar ha en åldersgräns för att skaffa lånekort.
På många bibliotek kan man använda körkort som lånekort.